# Hämolyse

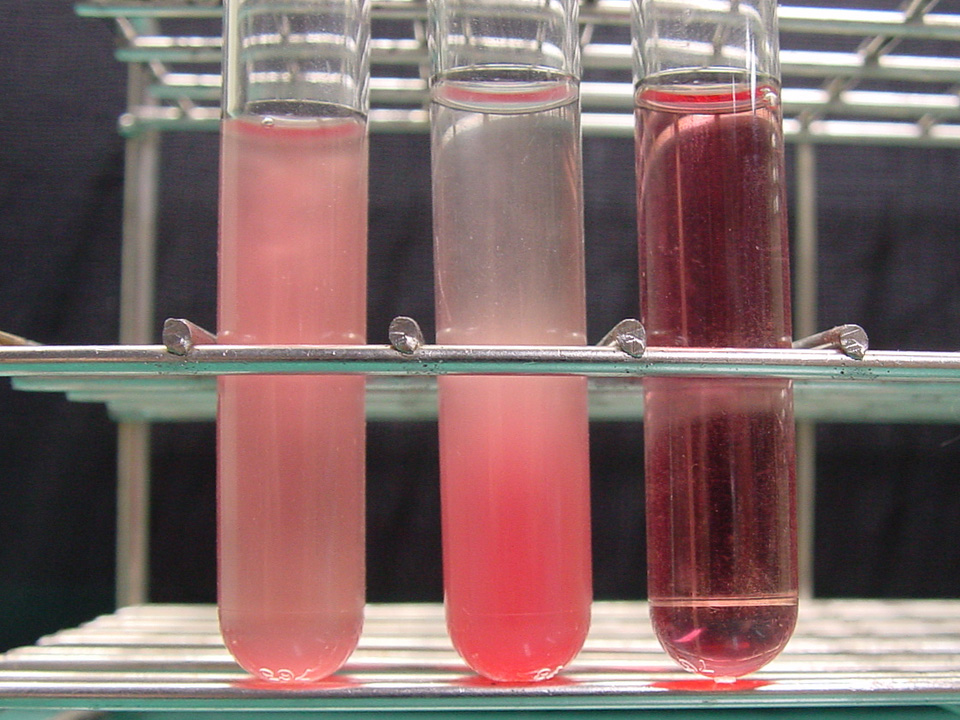
Hämolyse in Blutproben in Salzlösung (rechts) im Vergleich zu nichthämolysiertem Blut in derselben Lösung

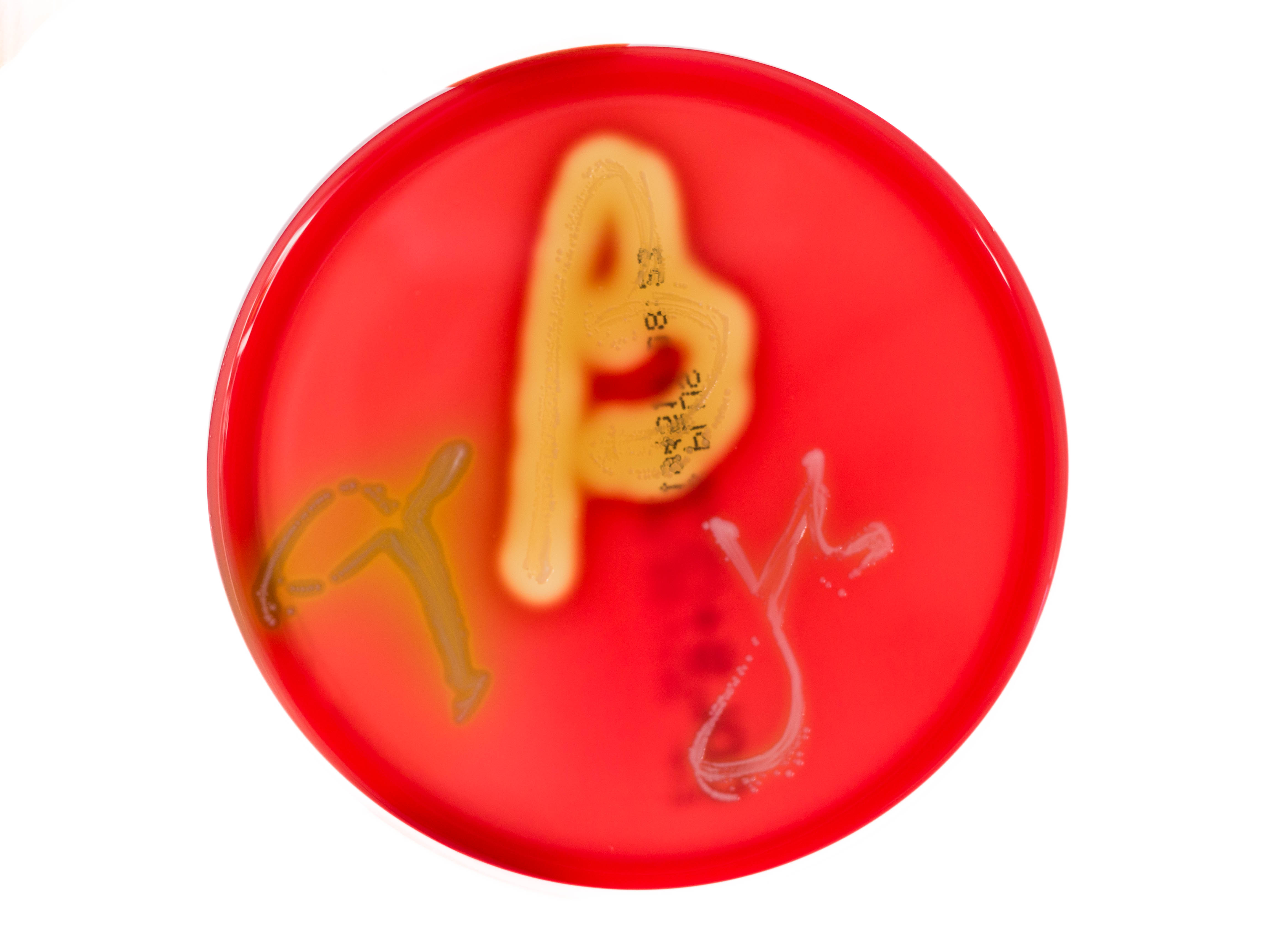
α-, β- und γ-Hämolyse auf Blutagar

Als Hämolyse ([hɛmoˈlyːzə]; von altgriechisch αἷμα haíma „Blut“ und λύσις lýsis „Lösung, Auflösung, Beendigung“), früher auch Erythrozytenzerfall und Blutuntergang genannt, bezeichnet man die Auflösung roter Blutzellen, der Erythrozyten. Man unterscheidet zwischen der physiologischen Hämolyse nach 120 Tagen und der gesteigerten Hämolyse. Die gesteigerte Hämolyse geht mit einer verkürzten Lebensdauer der Erythrozyten einher. Es kommt zu einer Anämie, falls der Abbau der Erythrozyten die kompensatorische Neubildung übersteigt.
Ein natürlicher verstärkter Abbau findet direkt nach der Geburt statt, da dann die fetalen Erythrozyten abgebaut werden müssen und durch Erythrozyten für die Atmung mit Luftsauerstoff ersetzt werden.
Als Hämolyse wird auch eine Eigenschaft von Mikroorganismen bezeichnet, Erythrozyten durch Hämolysine zu zersetzen. Nachgewiesen werden kann dies mit Hilfe von Blutagarplatten. Auf diesen können dann unterschieden werden:
- α-Hämolyse: Sogenannte „Vergrünung“: Die Bakterien produzieren keine Hämolysine, sie rufen auf Blutagar eine grünliche Zone hervor, die nicht auf eine echte Hämolyse, sondern auf eine Entfärbung und einen Kaliumverlust der roten Blutkörperchen zurückzuführen ist. Die Reduktion des Hämoglobins zu Biliverdin verursacht die grüne Färbung. Es finden sich noch intakte Erythrozyten. "α-Hämolyse" sollte nicht mit "α-Hämolysinen" verwechselt werden. Letztere sind Exotoxine (zum Beispiel von Staphylococcus aureus), die durch Bildung einer Membranpore die osmotische Lyse einer Zelle bewirken können.  Sind sie damit bei Erythrozyten erfolgreich, erreichen sie also eigentlich eine "β-Hämolyse".[2]
- β-Hämolyse: Weitgehende Auflösung der Erythrozyten und des Hämoglobins, also eine echte Hämolyse. Die Bakterien produzieren Streptolysin O oder S und sind von einer klaren Hämolysezone umgeben, das Hämoglobin wird vollständig abgebaut. In diesem Bereich sind alle Erythrozyten vollständig hämolysiert.
- γ-Hämolyse: Keine Veränderung der Erythrozyten, γ-Hämolyse ist also keine Hämolyse, γ-hämolytische Bakterien hämolysieren nicht.

Im Jahr 1892 beschrieb Edoardo Maragliano (1849–1940) die Hämolyse zwischen Blutkörperchen und Serum verschiedener Individuen.

## Ursachen
Einen vermehrten (pathologischen) Abbau von Erythrozyten (Lebensdauer der Zellen unter 100 Tagen) findet man
- bei Erwachsenen:
  - mechanische Störungen (Gefäßveränderungen, Herzklappenprothesen oder auch bei extremen Märschen)
  - Membrandefekte der Erythrozyten (wie z. B. bei der Sichelzellanämie, nach Lichteinwirkung bei erythropoetischer Protoporphyrie)
  - durch Infektionen wie z. B. bei Malaria
  - immunologische Störungen
  - Gifte, entweder biogene (z. B. von Streptokokken oder bestimmten Spinnenarten) oder abiotische (z. B. Arsenwasserstoff)
  - Morbus Waldenström
- bei Neugeborenen: (siehe Lebensphase) deutlich vermehrter Abbau innerhalb weniger Stunden oder Tage
  - physiologisch durch den vermehrten Umbau des fetalen zu „normalem“ Hämoglobin
  - bei Blutgruppen- oder Rhesusfaktor-Unverträglichkeiten zwischen Mutter und Kind

Werden mehr Erythrozyten abgebaut als gebildet werden, dann entsteht eine Blutarmut (Anämie).
Beim Abbau von Erythrozyten entsteht Bilirubin, sodass bei vermehrtem Abbau auch vermehrt Bilirubin und dadurch eine Gelbsucht entstehen kann.

## Diagnostik
Zum Ausschluss einer Hämolyse werden folgende Laborparameter bestimmt:
- Die LDH (das Enzym Lactatdehydrogenase), ein Marker für den Zelluntergang. Bei Hämolyse ist dieser meistens erhöht.
- Die Retikulozytenzahl (Retikulozyten sind junge, unreife Erythrozyten, die beim Untergang von Erythrozyten vermehrt im Blut zu finden sind.)
- Indirektes Bilirubin, welches in der Leber noch nicht konjugiert wurde, ist schon relativ früh bei Hämolyse erhöht.
- Haptoglobin, ein im Blut vorkommendes Protein, welches zum Einfangen freien Hämoglobins dient, kann erniedrigt sein. Es gilt als empfindlichster Parameter bei intravasalen hämolytischen Anämien.[4]
- Freies, d. h. nicht in Erythrozyten oder Haptoglobin gebundenes Hämoglobin im Blut und im Urin ist nur bei schwerer Hämolyse zu finden.

Normalwerte der Erythrozytenanzahl und des Bilirubins in den Artikeln Blutuntersuchung und Urinuntersuchung.

## Behandlung
In akuten Fällen können Transfusionen von Erythrozytenkonzentraten notwendig sein. Ansonsten sollten soweit möglich die Ursachen behandelt werden.